# Ali Aminali
Ali Aminali (født 1982) er en dansk-iransk, debattør radiovært, klummeskribent, forfatter og socialrådgiver. Desuden er han tidligere folketingskandidat og Europaparlamentskandidat for Det Konservative Folkeparti.
Ali har bl.a. været radiovært hos Radio4, Berlingske Media og Radio LOUD. Han har også vært på podcasten Alis Integrationsland, og tilknyttet Udestuen, en uformel podcast om politik, samfund og populærkultur med bl.a. Mikkel Andersson, Søren K. Villemoes og Niels Jespersen.
Ali Aminali er uddannet socialrådgiver og har været ansat som socialrådgiver i Silkeborg Kommune, Aarhus Kommune og beskæftigelseskoordinator i Viby syd.
I 2019 udgav Ali Aminali bogen Alis Danmarkshistorie.

## Baggrund
Ali Aminali er oprindeligt fra Shiraz, men kom til Danmark i 1988 som 5-årig. Han voksede op i Ålsgårde og er nu bosat i Aarhus. Ali er far til to drenge, som begge er født i Aarhus.
Han er uddannet socialrådgiver fra VIA University College i Aarhus og medlem af Det Konservative Folkeparti, for hvilket parti han i Aarhus har været opstillet som folketingskandidat og EP-kandidat.
I 2020 fortalte Aminali i radioprogrammet "Touché", at han holdt en pause fra politik og nu kun var menigt medlem af Det Konservative Folkeparti.

## Radiovært, forfatter og klummeskribent
Ali Aminali har været vært på "Alis Integrationsland" . Programmet bliver sendt på Radio4 og har fokus på integrations- og udlændingedebatten. Sidenhen har han været Live-vært hos Berlingske Media, Den Uafhængige og på "Alis Stemmer" hos Radio LOUD.
Sammen med forfatteren Kristoffer Flakstad har Ali Aminali skrevet bogen Alis Danmarkshistorie, der handler om hans opvækst, dannelsesår og hans syn på det danske integrationssystem som forfejlet.
Aminali er klummeskribent på Berlingske,, Altinget og Kontrast. Han har bl.a. deltaget i "P1 Debat" i radioen, DR2's "Debatten" på tv og har været gæst hos "Vi ses hos Clements" med Clement Kjærsgaard som vært.